# Briefmarken-Jahrgang 1978 der Deutschen Bundespost
Der Briefmarken-Jahrgang 1978 der Deutschen Bundespost umfasste 34 Sondermarken, davon waren vier Briefmarken nur als Briefmarkenblock erhältlich. In diesem Jahr wurden neun Dauermarken der Serien Burgen und Schlösser und Industrie und Technik herausgegeben.
Alle seit dem 1. Januar 1969 ausgegebenen Briefmarken waren unbeschränkt frankaturgültig, es gab kein Ablaufdatum wie in den vorhergehenden Jahren mehr.
Durch die Einführung des Euro als europäische Gemeinschaftswährung zum 1. Januar 2002 wurde diese Regelung hinfällig.
Die Briefmarken dieses Jahrganges konnten allerdings bis zum 30. Juni 2002 genutzt werden. Ein Umtausch war noch bis zum 30. September in den Filialen der Deutschen Post möglich, danach bis zum 30. Juni 2003 zentral in der Niederlassung Philatelie der Deutschen Post AG in Frankfurt.

## Besonderheit
Ursprünglich beabsichtigte die Deutsche Bundespost nach der Ausgabe des Blockes 17 keine weiteren Blocks mehr auszugeben, da diese durch die relativ große Fläche immer wieder zu betrieblichen Problemen bei der maschinellen Briefaufstellung und -stempelung führte. Dies wurde allerdings nur bis 1982 durchgehalten, wobei die danach verausgabten Blocks über viele Jahre entweder von der Größe und/oder dem Frankaturwert her ungeeignet waren, die maschinelle Briefaufstellung und -bearbeitung zu stören, da sie für Standardbriefe nicht geeignet waren.
Die Sportmarke zu 70+35 Pfennig geriet Anfang der 1980er Jahre unter massiven Spekulationseinfluss, da ihre Auflage erstmals seit vielen Jahren die „magische Grenze“ von fünf Millionen Exemplaren unterschritt. Der Handelswert der Marke verfünffachte sich innerhalb von zwei Jahren, um dann wieder deutlich nachzugeben.

## Liste der Ausgaben und Motive
Legende
- Bild: Eine bearbeitete Abbildung der genannten Marke. Das Verhältnis der Größe der Briefmarken zueinander ist in diesem Artikel annähernd maßstabsgerecht dargestellt. Sollten keine Marken abgebildet sein, liegt es daran, dass das Urheberrecht des Künstlers noch nicht erloschen ist.
- Beschreibung: Eine Kurzbeschreibung des Motivs und/oder des Ausgabegrundes. Bei ausgegebenen Serien oder Blocks werden die zusammengehörigen Beschreibungen mit einer Markierung versehen eingerückt.
- Wert: Der Frankaturwert der einzelnen Marke in Pfennig. Ein „+“ bedeutet, dass es sich um eine Zuschlagsmarke handelt (= Frankaturwert + Spende).
- Ausgabedatum: Das Datum des erstmaligen Verkaufs dieser Briefmarke.
- Auflage: Soweit bekannt, wird hier die zum Verkauf angebotene Anzahl dieser Ausgabe angegeben.
- Entwurf: Soweit bekannt, wird hier angegeben, von wem der Entwurf dieser Marke stammt.
- Mi.-Nr.: Diese Briefmarke wird im Michel-Katalog unter der entsprechenden Nummer gelistet.

| Sondermarken | |                  |                                    |               |                              |              |
| Bild         | Beschreibung | Werte in Pfennig | Ausgabe- datum (1978)              | Auflage       | Entwurf                      | MiNr.        |
|              | 100. Geburtstag von Rudolf Alexander Schröder (1878–1962) Buchumschlag                                                         | 50               | 12. Januar                         | 31.800.000    | Günter Jacki                 | 956          |
|              | 20 Jahre Friedlandhilfe | 50               | 12. Januar                         | 30.200.000    | Albrecht Ade                 | 957          |
|              | Sporthilfe Abfahrtslauf | 50+25            | 12. Januar                         | 6.751.000     | Peter Lorenz                 | 958          |
|              | Briefmarkenblock – Nobelpreisträger deutschsprachiger Literatur - Gerhart Hauptmann (1862–1946)                                | 30               | 16. Februar                        | 12.000.000    | Gerd Aretz                   | Block 16 959 |
|              | - Hermann Hesse (1877–1962) | 50               | 16. Februar                        | 12.000.000    | Gerd Aretz                   | 960          |
|              | - Thomas Mann (1875–1955) | 70               | 16. Februar                        | 12.000.000    | Gerd Aretz                   | 961          |
|              | 100. Geburtstag von Martin Buber (1878–1965)                                                                                   | 50               | 16. Februar                        | 31.700.000    | Gerd Aretz                   | 962          |
|              | 75 Jahre Deutsches Museum München Aussichtsturm und Sternwarte, nach einem Plakat von Ludwig Hohlwein                          | 50               | 13. April                          | 30.000.000    | Heinz Schillinger            | 963          |
|              | Für die Jugend, Luftfahrt - Ballonfahrt auf dem Oktoberfest in München von 1820                                                | 30+15            | 13. April                          | 5.921.000     | Fritz Haase                  | 964          |
|              | - Luftschiff LZ 1 | 40+20            | 13. April                          | 6.307.000     | Fritz Haase                  | 965          |
|              | - Eindecker von Louis Blériot                                                                                                  | 50+25            | 13. April                          | 6.073.000     | Fritz Haase                  | 966          |
|              | - Eindecker von Hans Grade | 70+35            | 13. April                          | 5.687.000     | Fritz Haase                  | 967          |
|              | Sporthilfe Springreiten | 70+35            | 13. April                          | 4.895.000     | Peter Lorenz                 | 968          |
|              | Europamarken, Baudenkmäler - Altes Rathaus Bamberg                                                                             | 40               | 22. Mai                            | 51.500.000    | Otto Rohse                   | 969          |
|              | - Altes Rathaus Regensburg | 50               | 22. Mai                            | 140.050.000   | Otto Rohse                   | 970          |
|              | - Altes Rathaus Esslingen | 70               | 22. Mai                            | 31.300.000    | Otto Rohse                   | 971          |
|              | Rattenfänger von Hameln Der Rattenfänger gefolgt von einer Kinderschar                                                         | 50               | 22. Mai                            | 32.800.000    | Günter Jacki                 | 972          |
|              | 100. Geburtstag von Janusz Korczak (1878–1942)                                                                                 | 90               | 13. Juli                           | 20.400.000    | Günter Magnus                | 973          |
|              | Fossilien - fossile Fledermaus Palaeochiropteryx tupaiodon                                                                     | 80               | 13. Juli                           | 8.600.000     | Paul Froitzheim              | 974          |
|              | - fossiles Urpferdchen Propalaeotherium messelense                                                                             | 200              | 13. Juli                           | 10.000.000    | Paul Froitzheim              | 975          |
|              | Interparlamentarische Konferenz in Bonn Bundeshaus in Bonn                                                                     | 70               | 17. August                         | 21.150.000    | Erwin Poell                  | 976          |
|              | 85. Deutscher Katholikentag Freiburg Rosettenfenster des Freiburger Münsters                                                   | 40               | 17. August                         | 34.700.000    | Paul Froitzheim              | 977          |
|              | 200. Geburtstag von Clemens Brentano (1778–1842) Der Dichter als Schmetterling nach einem Scherenschnitt von Luise Duttenhofer | 30               | 17. August                         | 31.550.000    | Elisabeth von Janota-Bzowski | 978          |
|              | 25 Jahre Europäische Konvention zum Schutz der Menschenrechte                                                                  | 50               | 17. August                         | 31.450.000    | Peter Steiner                | 979          |
|              | Tag der Briefmarke - Posthausschild Baden, um 1844                                                                             | 40               | 12. Oktober                        | 59.095.750    | Herbert Stelzer              | 980          |
|              | - Sachsendreier | 50               | 12. Oktober                        | 59.095.750    | Herbert Stelzer              | 981          |
|              | Wohlfahrtsmarken: Waldblumen - Aronstab, Arum maculatum                                                                        | 30+15            | 12. Oktober                        | 15.454.000    | Heinz Schillinger            | 982          |
|              | - Goldnessel, Lamiastrum galeobdolon                                                                                           | 40+20            | 12. Oktober                        | 13.956.000    | Heinz Schillinger            | 983          |
|              | - Türkenbund, Lilium martagon                                                                                                  | 50+25            | 12. Oktober                        | 16.157.000    | Heinz Schillinger            | 984          |
|              | - Leberblümchen, Hepatica nobilis                                                                                              | 70+35            | 12. Oktober                        | 7.154.000     | Heinz Schillinger            | 985          |
|              | Deutscher Impressionismus - Ostern am Walchensee von Lovis Corinth                                                             | 50               | 16. November                       | 31.600.000    | H. P. Schall                 | 986          |
|              | - Reiter nach links am Strand von Max Liebermann                                                                               | 70               | 16. November                       | 21.100.000    | H. P. Schall                 | 987          |
|              | - Dame mit Katze von Max Slevogt                                                                                               | 120              | 16. November                       | 9.800.000     | H. P. Schall                 | 988          |
|              | Briefmarkenblock – Weihnachtsmarke - Das Christkind, Ausschnitt aus einem Fenster der Frauenkirche in München                  | 50+25            | 16. November                       | 10.356.000    | Willy Fleckhaus              | Block 17 989 |
| Dauermarken  | |                  |                                    |               |                              |              |
| Bild         | Beschreibung | Werte in Pfennig | Ausgabe- datum (1978) Bund, Berlin | Auflage       | Entwurf                      | MiNr.        |
|              | Dauermarkenserie: Industrie und Technik - Röntgengerät                                                                         | 60               | 16. November                       | 3.125.000.000 | Beat Knoblauch und Paul Beer | 990          |
|              | - Löffelbagger | 150              | 12. Juli 1979                      | 50.000.000    | Beat Knoblauch und Paul Beer | 992          |
|              | - Radlader | 180              | 12. Juli 1979                      | 69.000.000    | Beat Knoblauch und Paul Beer | 993          |
|              | - Flughafen Frankfurt Main | 230              | 17. Mai 1979                       | 80.000.000    | Beat Knoblauch und Paul Beer | 994          |
|              | Dauermarkenserie: Burgen und Schlösser - Schloss Pfaueninsel Berlin                                                            | 20               | 14. Februar 1979                   | unbekannt     | Heinz Schillinger            | 995          |
|              | - Burg Gemen | 25               | 11. Januar 1979                    | unbekannt     | Heinz Schillinger            | 996          |
|              | - Burg Vischering | 90               | 11. Januar 1979                    | 207.390.000   | Heinz Schillinger            | 997          |
|              | - Schwanenburg | 210              | 14. Februar 1979                   | 107.892.000   | Heinz Schillinger            | 998          |
|              | - Burg Lichtenberg in der Pfalz                                                                                                | 230              | 16. November                       | 169.242.000   | Heinz Schillinger            | 999          |